# Arundinaria pygmaea
Arundinaria pygmaea là một loài thực vật có hoa trong họ Hòa thảo. Loài này được (Mitford) J. Houz. mô tả khoa học đầu tiên năm 1908.

## Hình ảnh

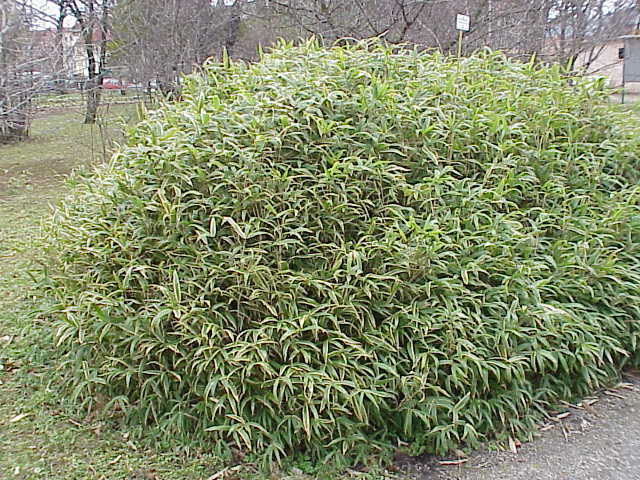